# Gäddtjärnen (Älvsby socken, Norrbotten, 732326-171614)
Gäddtjärnen är en sjö i Älvsbyns kommun i Norrbotten och ingår i Piteälvens huvudavrinningsområde. Gäddtjärnen ligger i Piteälven Natura 2000-område.